# 1948년 중화민국 총통 선거

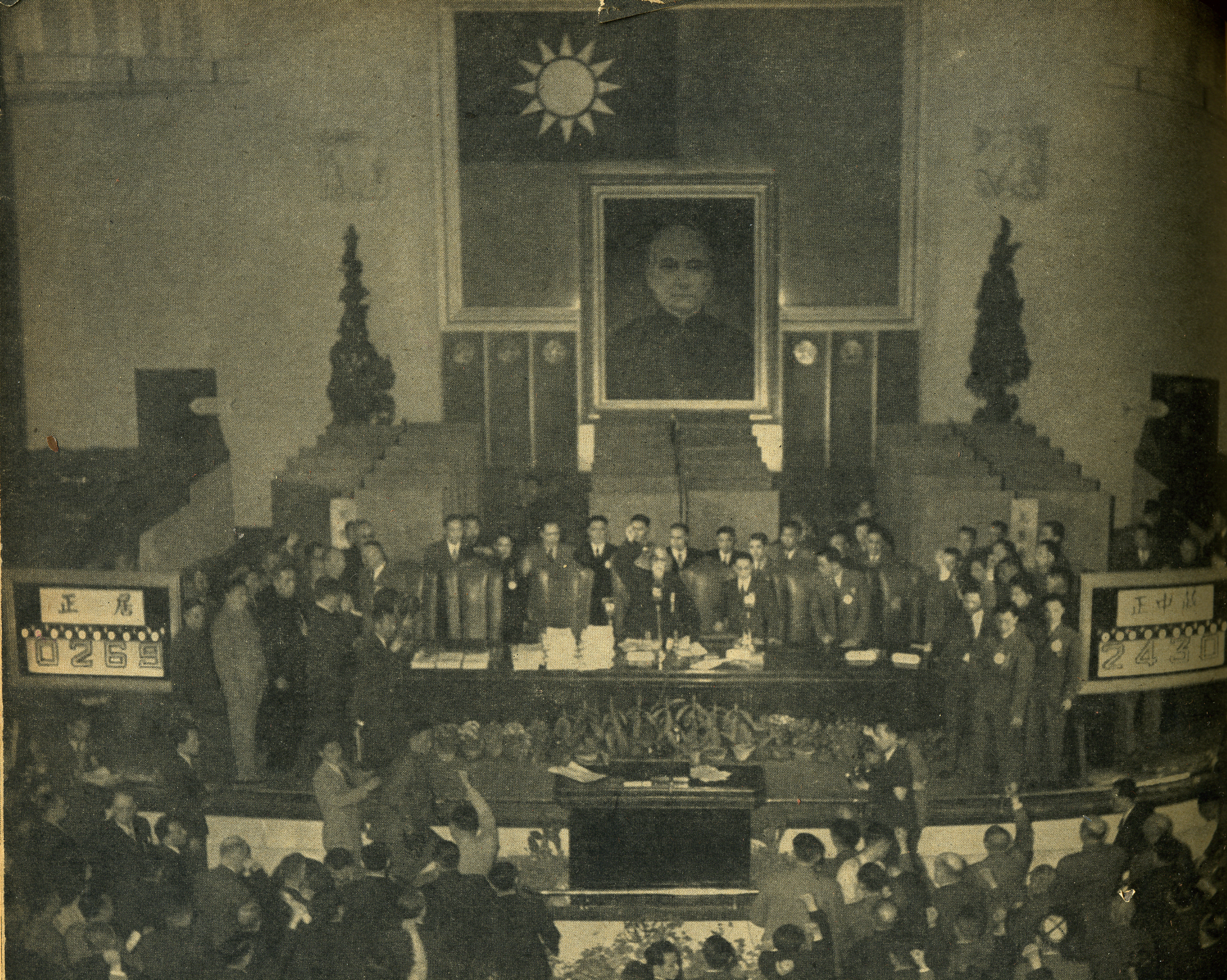
난징 총통부에서 실시된 중화민국 총통·부총통 선거 개표

1948년 중화민국 총통 선거는 1948년 4월 20일에 실시된 중화민국 최초의 전국 규모로 치러진 총통 선거이다. 국민들의 선거에 의해 선출된 중화민국 국민대회의 대표가 투표하는 간접 선거 방식으로 치러졌다. 난징에 있는 국민대회당에서 총통, 부총통 선거를 동시에 실시하였다.
총통 선거에서는 장제스 후보가 2,430표를 획득해, 269표를 얻은 거정 후보를 누르고 큰 차이로 당선되었고, 부총통 선거에서는 리쭝런 후보가 1,438표를 획득해, 1,295표를 얻은 쑨커 후보를 적은 차이로 누르고 당선되었다. 선거에서 당선된 장제스는 1948년 5월 20일에 난징 총통부에서 총통으로 취임했다. 하지만 1년도 안되어 국공 내전 패전의 책임을 지고 총통직을 사직하고 말았다.
1949년, 국공 내전에서 국민정부가 중국 공산당에게 밀려 타이완 타이베이로 천도하고, 중국 대륙을 장악한 공산당이 중화인민공화국을 수립하자, 이 선거는 중화민국이 중국 전역을 대상으로 실시한 최초이자 유일한 선거로 남게 되었다.

## 같이 보기
- 국민정부
- 중화민국의 총통
- 중화민국의 부총통